# Alastair Reynolds
Alastair Preston Reynolds (n. 13 martie 1966, Barry, Vale of Glamorgan, Țara Galilor) este un scriitor britanic de science-fiction, specializat în dark hard science fiction și space opera.

## Biografie
Reynolds s-a născut în orășelul Barry din Țara Galilor pe 13 martie 1966. Părinții li lucrau la British Railways și slujba lor a necesitat mutări frecvente. După o vreme petrecută în Cornwall, s-au mutat în Truro, au revenit în Barry și s-au stabilit în 1973 într-un orășel de lângă Bridgend. Acolo și-a petrecut Reynolds adolescența, înainte de a urma colegiul și cursurile Universității din Newcastle, unde a studiat fizica și astronomia. Și-a luat diploma în astronomie atât la această universitate, cât și la Universitatea St. Andrews din Scoția.
În 1991 s-a mutat la Noordwijk, în Olanda, unde a cunoscut-o pe Josette, o franțuzoaică ce avea să-i devină ulterior soție. Acolo, Reynlods a lucrat pentru Centrul de Cercetare și Tehnologie din cadrul Agenției Spațiale Europene până în anul 2004, când a decis să devină scriitor profesionist.
Reynolds s-a căsătorit cu Josette în 2005, apoi a revenit în Țara Galilor, unde trăiește din 2008 în apropiere de Cardiff.

## Opera
Reynolds a scris primele patru povestiri SF care aveau să fie publicate pe vremea cât încă era student, între 1989 și 1991. Ele aveau să apară între 1990 și 1992, prima fiind cumpărată de revista Interzone. În 1991, Reynolds a absolvit și s-a mutat din Scoția în Olanda, pentru a lucra la ESA și a început să petreacă mai mult timp lucrând la primul său roman, Revelation Space, în timp ce povestirile trimise spre publicare între 1991 și 1995 au fost respinse. Situația a luat sfârșit în 1995, când i-a fost publicată povestirea "Byrd Land Six", moment despre care el a afirmat că a reprezentat începutul unei faze mai serioase a scrisului. Până în 2013 a publicat peste patruzeci de povestiri și douăsprezece romane. Operele sale aparțin genului hard science fiction prezentat sub formă de space opera cu tonuri întunecate și reflectă experiența sa profesională în domeniile fizicii și astronomiei, precum și extrapolări despre tehnologiile viitorului bazate pe știința actuală. Reynolds a afirmat că preferă să păstreze știința din cărțile sale la un nivel pe care-l consideră posibil și că, deși nu crede în fezabilitatea călătoriilor cu viteze superluminice, apelează la elemente științifice pe care le crede imposibile atunci când povestea o cere. Majoritatea romanelor lui Reynolds conțin multiple fire narative care par independente la început, dar se reunesc ulterior în cadrul poveștii.
Șase dintre romanele sale și câteva povestiri se petrec într-un univers viitor numit universul Revelation Space după numele primului roman publicat care-i aparține, deși, înainte de publicarea acestuia, el fusese dezvoltat într-o serie de povestiri. Deși majoritatea personajelor apar în mai multe dintre romane, operele care aparține acestui univers au rareori același protagonist. În general, protagoniștii unei opere aparțin unui grup pe care protagoniștii altei opere îl privesc cu suspiciune sau adversitate. În timp ce multe opere SF reflectă un viitor extrem de optimist sau unul distopic, lumea viitorului imaginată de Reynolds prezintă societăți umane care nu tind spre nicio extremă, fie ea pozitivă sau negativă, ci sunt similare celor actuale prin prisma moralității sau a amestecului de cruzime și decență, corupție și oportunism, cu toate că tehnologia este mult mai avansată.
Seria Revelation Space cuprinde șase romane, șapte nuvele și patru povestiri a căror acțiune acoperă câteva secole, din 2200 până în anul 40.000, deși majoritatea povestirilor se petrec între 2427 și 2727. În acest univers, inteligența extraterestră există, dar este amintită vag, iar călătoria interstelară se face cu vehicule care se apropie de viteza luminii (călătoria cu viteze superluminice este posibilă, dar este atât de periculoasă încât nicio rasă nu o folosește). Paradoxul lui Fermi este explicat prin activitatea unei rase extraterestre anorganice care exterminează rasele extraterestre inteligente dacă acestea depășesc un anumit nivel tehnologic. Trilogia formată din Revelation Space, Redemption Ark și Absolution Gap prezintă modul în care omenirea atrage atenția acestei rase extraterestre anorganice și războiul care rezultă de aici.
Acțiunea din Century Rain se petrece într-un univers viitor independent de cel din universul Revelation Space și are reguli diferite, călătoria cu viteze superluminice fiind posibilă prin intermediul unor porți similare unor găuri de vierme. Century Rain se îndepărtează substanțial de precedentele creații ale lui Reynolds, atât prin prisma protagonistului - mult mai apropiat de perspectiva lumii noastre reale, ceea ce-i permite cititorului o abordare mai ușoară a aspectelor SF nefamiliare - cât și prin liniaritatea intrigii. Vechii protagoniști ai lui Reynolds erau prezentați de la început ca implicați total în exotismul lumii lor viitoare, iar precedentele romane din seria Revelation Space integrau fire narative secundare. După spusele lui Alastair, Century Rain nu va cunoaște o continuare.
Pushing Ice este tot un roman de sine stătător, cu personaje mai puțin îndepărtate în viitor decât alte romane, dar cu o acțiune care se întinde în viitorul omenirii mult mai departe decât oricare roman anterior. El prezintă o interpretare alternativă a paradoxului lui Fermi: viața inteligentă din univers este extrem de rarefiată.
Prefectul marchează revenirea la universul Revelation Space. La fel ca Orașul Abisului, este un roman de sine stătător din cadrul acestui univers, acțiunea sa petrecându-se înaintea evenimentelor din celelalte romane ale seriei, dar la 200 de ani de la stabilirea omenirii în sistemul Epsilon Eridani.
House of Suns este un roman de sine stătător a cărui acțiune se petrece în același univers cu al nuvelei "Thousandth Night" din antologia One Million A.D.. Terminal World este caracterizat de Reynolds ca „un fel de poveste de dragoste planetară în stil steampunk dintr-un viitor îndepărtat”. La fel ca și în cazul romanului Century Rain, Reynolds a spus că nu plănuiește vreo continuare.
În iunie 2009 Reynolds a semnat un nou contract cu editorul său britanic, în valoare de 1 milion de lire sterline, pentru zece cărți care să fie publicate în următorii zece ani.
Proiectul său actual este Copiii lui Poseidon (al cărui titlu provizoriu a fost 11k), o trilogie hard SF care prezintă expansiunea speciei umane în sistemul solar și dincolo de acesta și dezvoltarea Africii ca super-stat tehnologic și expansionist timp de câteva secole în următorii 11.000 de ani. Prima carte este intitulată Amintirea albastră a Pământului.
Romanul său din universul Doctor Who, Harvest of Time, a apărut în iunie 2013.

## Premii
Ficțiunea lui Reynolds a primit trei premii și a fost nominalizată în câteva ocazii. Al doilea roman al său, Orașul Abisului, a câștigat în 2001 premiul BSFA pentru cel mai bun roman. Povestirea "Weather" a câștigat premiul Seiun acordat de Convenția Națională SF Japoneză pentru cea mai bună povestire tradusă. Romanele Absolution Gap și Prefectul au fost și ele nominalizate la premiul BSFA. Reynolds a fost nominalizat de trei ori la premiul Arthur C. Clarke, pentru romanele Revelation Space, Pushing Ice și House of Suns. În 2010 a câștigat premiul Sidewise pentru Istorie Alternativă cu povestirea "The Fixation". Nuvela Troika a ajuns pe lista scurtă a premiului Hugo în 2011.

### Romane
Revelation Space
- Revelation Space (2000)
- Chasm City (2001)

ro. Orașul Abisului - editura Trei, 2014
- Redemption Ark (2002)
- Absolution Gap (2003)
- The Prefect (2007)

ro. Prefectul - editura Trei, 2012
Copiii lui Poseidon
- Blue Remembered Earth (2012)

ro. Amintirea albastră a Pământului - editura Nemira, 2014
- On the Steel Breeze (2013)[25][26]

Alte romane
- Century Rain (2004)
- Pushing Ice (2005)
- House of Suns (2008)
- Terminal World (2010)
- Harvest of Time (2013) - roman din universul Doctor Who

### Colecții
- Diamond Dogs, Turquoise Days (2003) - ro. Câinii de diamant. Zile pe Turcoaz - editura Nemira, 2008

Diamond Dogs – publicată inițial de PS Publishing (2001) și reeditată în Infinities (2002, ed. Peter Crowther)
 Turquoise Days – publicată inițial de Golden Gryphon (2002) și reeditată în The Year's Best Science Fiction: Twentieth Annual Collection (2003, ed. Gardner Dozois) și în Best of the Best Volume 2: 20 Years of the Year's Best Short Science Fiction Novels (2007, ed. Gardner Dozois)
- Zima Blue and Other Stories (2006) - conține aproape toate povestirile autorului care nu aparțineau universului Revelation Space la data apariției volumului; ediția britanică mai conține încă trei povestiri față de ediția originală americană

"Enola" – publicată în Interzone #54 (decembrie 1991).
"Digital to Analogue" – publicată în In Dreams (1992, ed. Paul McAuley și Kim Newman, ediție limitată).
"Spirey and the Queen" – publicată în Interzone #108 (iunie 1996); reeditată în Future War (1999, ed. Gardner Dozois și Jack Dann), în The Space Opera Renaissance (2006, ed. David G. Hartwell și Kathryn Cramer), și postată online gratuit pe Infinity Plus.
"Angels of Ashes" – publicată în Asimov's Science Fiction (iulie 1999).
"Merlin's Gun" – publicată în Asimov's Science Fiction (mai 2000) și în The Mammoth Book of Extreme Science Fiction (2006, ed. Mike Ashley).
"Hideaway" – publicată în Interzone #157 (iulie 2000).
"The Real Story" – Originally published in Mars Probes (2002), Peter Crowther, ed..
"Everlasting" – publicată în Interzone #193 (primăvara 2004).
"Beyond the Aquila Rift" – publicată în Constellations (2005, ed. Peter Crowther) și reeditată în The Year's Best Science Fiction: Twenty-Third Annual Collection (2006, ed. Gardner Dozois) și în Year's Best SF 11 (2006, ed. David G. Hartwell și Kathryn Cramer.
"Zima Blue" – publicată în Postscripts # 4 (vara 2005) și reeditată în The Year's Best Science Fiction: Twenty-Third Annual Collection (2006, ed. Gardner Dozois).
"Signal to Noise" – publicată în Zima Blue and Other Stories (2006); reeditată în The Year's Best Science Fiction: Twenty-Fourth Annual Collection (2006, ed. Gardner Dozois).
"Cardiff Afterlife" – publicată în ediția revizuită a volumului Zima Blue and Other Stories
"Understanding Space and Time" – publicată în ediție limitată (400 de exemplare) la a 35-a convenție SF Novacon și reeditată în Science Fiction: The Best of the Year, 2006 Edition (2006, ed. Rich Horton) și în Science Fiction: The Very Best of 2005 (2006, ed. Jonathan Strahan).
 "Minla's Flowers" – publicată în The New Space Opera (2007, ed. Gardner Dozois și Jonathan Strahan).
- Galactic North (2006) - conține toate nuvelele și povestirile din universul Revelation Space scrise până în 2006, cu excepția celor din Câinii de diamant. Zile pe Turcoaz

"Great Wall of Mars" – publicată în Spectrum SF #1 (februarie 2000) și reeditată în The Year's Best Science Fiction: Eighteenth Annual Collection (2001, ed. Gardner Dozois).
"Glacial" – publicată în Spectrum SF #5 (martie 2001) și reeditată în The Year's Best Science Fiction: Nineteenth Annual Collection (2002, ed. Gardner Dozois) și în Year's Best SF 7 (2002, ed. David G. Hartwell și Kathryn Cramer).
"Weather" – publicată în Galactic North (2006)
"Grafenwalder's Bestiary" – publicată în Galactic North (2006)
"Nightingale" – publicată în Galactic North (2006) și reeditată în The Year's Best Science Fiction: Twenty-Fourth Annual Collection (2006, ed. Gardner Dozois).
"Dilation Sleep" – publicată în Interzone #39 (septembrie 1990).
"A Spy in Europa" – publicată în Interzone #120 (iunie 1997), reeditată în The Year's Best Science Fiction: Fifteenth Annual Collection (1998, ed. Gardner Dozois) și postată online gratuit pe Infinity Plus.
 "Galactic North" – publicată în Interzone #145 (iulie 1999), reeditată în Space Soldiers (2001, ed. Jack Dann și Gardner Dozois), în The Year's Best Science Fiction: Seventeenth Annual Collection (2000, ed. Gardner Dozois) și în revista Hayakawa's SF.
- Deep Navigation (2010) - ediție limitată care conține povestiri neincluse în sau scrise după precedentele colecții

"Nunivak Snowflakes" – publicată în Interzone #36 (iunie 1990).
"Byrd Land Six" – publicată în Interzone #96 (iunie 1995) și reeditată în The Ant Men of Tibet and Other Stories (2001, ed. David Pringle).
"On the Oodnadatta" – publicată în Interzone #128 (februarie 1998).
"Stroboscopic" – publicată în Interzone #134 (august 1998) și reeditată în Dangerous Games (2007, ed. Gardner Dozois și Jack Dann).
"Viper" – publicată în Asimov's Science Fiction (decembrie 1999).
"Fresco" – publicată în UNESCO Courier (mai 2001).
"Feeling Rejected" – publicată în Nature (2005).
"Tiger, Burning" – publicată în Forbidden Planets (2006, ed. Peter Crowther) și reeditată în Year's Best SF 12 (2007, ed. David G. Hartwell și Kathryn Cramer).
"The Sledge-Maker's Daughter" – publicată în Interzone No. 209 (aprilie 2007) și reeditată în The Year's Best Science Fiction: Twenty-Fifth Annual Collection (2006, ed. Gardner Dozois).
"Soirée" – publicată în Celebration: Commemorating the 50th Anniversary of the British Science Fiction Association (martie 2008, ed. Ian Whates).
"The Star-Surgeon's Apprentice" – publicată în The Starry Rift (aprilie 2008, ed. Jonathan Strahan).
"Fury" – publicată în Eclipse Two: New Science Fiction and Fantasy (noiembrie 2008).
"The Fixation" – publicată în limba finlandeză, Hannun basaarissa, în ediție limitată (200 de exemplare) ca omagiu adus lui Hannu Blommila în Finland (2007), reeditată în The Solaris Book of New Science Fiction, Volume 3 (februarie 2009, ed. George Mann).
"The Receivers" – publicată în Other Earths (aprilie 2009, ed. Nick Gevers și Jay Lake).
 "Monkey Suit" – publicată în Death Ray #20 (iulie 2009).

### Nuvele
Revelation Space
- "Great Wall of Mars" (2001)
- "Glacial" (2002)
- Diamond Dogs (2002)

ro. Câinii de diamant
- Turquoise Days (2002)

ro. Zile pe Turcoaz
- "Weather" (2006)
- "Grafenwalder's Bestiary" (2006)
- "Nightingale" (2006)

Alte nuvele
- "Thousandth Night" (2005)
- "Understanding Space and Time" (2006)
- "Minla's Flowers" (2007)
- "The Six Directions of Space" (2007)[29][30]
- "Troika" (2010)[1]

### Ficțiune scurtă
Revelation Space
- "Dilation Sleep"  (sept. 1990)
- "A Spy in Europa" (iunie 1997)[31]
- "Galactic North" (iulie 1999)
- "Monkey Suit" (iulie 2009)

Alte ficțiuni scurte
| - "Nunivak Snowflakes" (iunie 1990) - "Enola" (dec. 1991) - "Digital to Analogue" (1992), Paul McAuley și Kim Newman - "Byrd Land Six" (iunie 1995) - "Spirey and the Queen" (iunie 1996) - "On the Oodnadatta" (febr. 1998) - "Stroboscopic" (august 1998) - "Angels of Ashes" (iulie 1999) - "Viper" (dec. 1999) - "Merlin's Gun" (mai 2000) - "Hideaway" (iulie 2000) - reeditată în Zima Blue and Other Stories - "Fresco" (mai 2001) - "The Big Hello" - publicată inițial în traducere germană - "The Real Story" (2002) - "Everlasting" (2004) - "Beyond the Aquila Rift" (2005) - "Zima Blue" (2005) - "Feeling Rejected" (2005) - "Tiger, Burning" (2006) | - "Signal to Noise" (2006) - "The Sledge-Maker's Daughter" (2007) - "Soirée" (2008) - "The Star-Surgeon's Apprentice" (2008) - "Cardiff Afterlife" (2008) - "Fury" (2008) - "The Fixation" (2009) - "The Receivers" (2009) - "Scales" (2009) - "Lune and the Red Empress" (2010) - cu Liz Williams - "At Budokan" (2010) - "Sleepover" (mai 2010) - "Ascension Day" (2011) - "The Old Man and the Martian Sea" (2011) - "For the Ages" (2011) - "Lune and the Empress" (2012) - cu Liz Williams - "The Water Thief" (2012) - "Trauma Pod" (2012) - "Vainglory" (2012) - "A Map of Mercury" (2013) |

### Interviuri
- Interviu Arhivat în 30 ianuarie 2009, la Wayback Machine. condus de Roger Deforest (2006)
- Science fiction 'thrives in hi-tech world', interviu la BBC (2007)